# 海底山
海底山（Seamount），又譯海山，是從海底地面高聳但仍未突出海平面的山，所以不能算是島。典型的海底山由死火山形成，由1,000至4,000米的海底突出。海洋學家定義海底山的獨立特徵為至少在海底地面升高1,000米。海底山頂通常在海平面下幾百至幾千公尺，屬於深海區域。全球估計有30,000個海底山，只有少數受到研究。但部分海底山被認為是異常。例如海底山通常在海平面下幾百公尺，但是鮑伊海底山（Bowie Seamount）由3,000米深的海底升高至海平面下24米。

## 地理

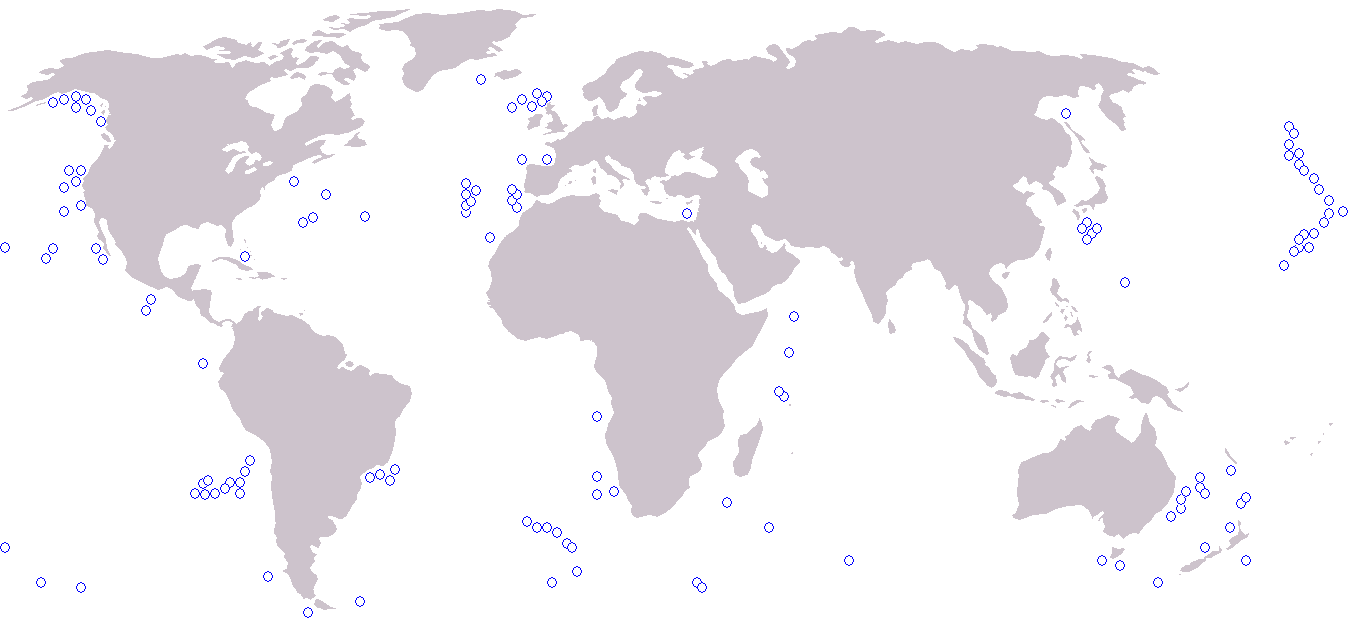
世界主要海底山的位置

### 鄰近群島
海底山通常可以在群組或水中的群島發現，經典的例子有夏威夷-天皇海山鏈。其為夏威夷群島的伸延，由火山在幾百萬年前形成，並在形成後一直在海平面下。長長的海山鏈由夏威夷島向西北伸延數千公里，展示出在夏威夷熱點上的板塊構造活動。

### 與海底火山的關係
獨立與沒有明顯火山活動來源的海底山比較少有。近年來地質學家確認很多海底山也是活躍的海底火山。例子有夏威夷的羅希海底山及馬奴亞島群（Manua）的Vailulu'u。

## 生態

### 獨特的基層物質
海底山通常會高至較淺水的地方，而這些淺水區提供海洋生物棲息地。這些海洋生物通常不能在較深水或其周圍的地方找到。由於海底山互相分隔的關係，形成生物地理學關注的「海底島嶼」。由於她們由火山形成，海底的基層物質比由沈積形成的深海海底堅硬很多。這引致此海底出現不同的動物群，產生高度的特有種。

### 養份集中區域
除了簡單地提供了物理上存在的土地外，海底山本身可以使轉向大型的水流引起湧昇流。此作用可以帶給光合成區養份，令本來是荒漠般的海洋活躍起來。所以海底山便成為有遷居習慣的動物（如鯨魚）一個極其重要的停留點。近期研究指出鯨魚可能利用海底山此特色作遷移時的航行輔助。因為此地區有較大量的魚類數目的關係，捕魚業的過度捕魚令部分海底山的動物群數量急降。

### 浮游動物集中
當海水位於海底山上的光合酌帶（epipelagic）時，她的初級的生產力可以由海底山的水道（hydrographic）情況加強。這樣可以增加浮游動物（zooplankton）的數量，引致此區域的魚的數目及密度增加。另一理論指出浮游動物的每日的遷移習慣因海底山所擾亂而停留在海底山，所以魚類受吸引及集中在此。另一理論則提出海底生物的生活史及與海底山的相互作用是魚類的密度如此高的原因。海底山的海底生物主要是懸浮物攝食者，如海綿（sea sponge）及珊瑚。大型藻類在山頂位於海平面下200至300米的海底山十分常見。沉積底棲動物（sedimentary infauna）主要有多環節（polychaete）蟲。

### 增加海底山的生態認知
在2005年，一個有關海洋生物的調查名為CenSeam（a global census of marine life on seamounts）正式展開。此調查目的為提供一個框架去排出優先次序、組合、擴展及促進海底山的研究。這樣可以令未知數減少及建構一個全球有關海底山生態系統的認知，與及海底山在生物地理學、生物多樣性、生產力及海洋生物的進化的擔當角色。CenSeam的調查員確認有兩個研究主題：一、有甚麼因素去推動海底山的社區構成及生物的多樣性？二、人類活動對海底山的社區結構及功能有甚麼影響？

## 命名
海底山的命名由各国向国际水道组织（IHO）下属的国际海底地名委员会(SCUFN)提交申请，需得到其审议批准。包括IHO、SCUFN在内的国际各种海洋机构本来不含政治目的，批准命名申请只意味着发现和学术利用权，并不等同拥有主权。但随着韩国在日本海的独岛（日本称竹岛）主权纠纷，把称呼政治化，令SCUFN增加“不接受含政治性申请”的规定。

## 捕魚
海底山在近年來受到關注的原因是因為發現其藏有大量有重要商業價值的魚類及無脊椎動物。此關注始於1960年，當時俄羅斯、澳大利亞及新西蘭開始找尋新的魚獲而用拖網在海底山捕魚。無脊椎動物主要有珊瑚，作用主要是珠寶貿易。兩種主要魚獲為羅非魚（orange roughy）及大洋擬五棘鯛（pelagic armourhead）。她們很快的便由於缺乏關於魚類壽命、晚熟、低繁殖力（fecundity）、細少的地理分佈及捕魚業的招聘知識而被過度開採。另外海底社區亦受拖網設備所破壞。

## 航海的危險性
部分海底山並未列入海圖中，所以海底山會引致航海的危險。如莫里菲爾德海底山（Muirfield Seamount）便以在1973年撞到此山的船的名字命名。美國潛艇舊金山號（SSN-711）在2005年以時速35海里撞向一座海底山，造成嚴重損毀及一名海員喪生。活躍的海底火山爆發會對航海活動造成危險，而海底山兩側的崩塌亦可以造成嚴重的海嘯。